# Trzciana (gemeente)
De gemeente Trzciana is een landgemeente in het Poolse woiwodschap Klein-Polen, in powiat Bocheński.
De zetel van de gemeente is in Trzciana.

## Sołectwo
- Kamionna
- Kierlikówka
- Leszczyna
- Łąkta Dolna
- Rdzawa
- Trzciana
- Ujazd

Op 30 juni 2004 telde de gemeente 5016 inwoners.

## Oppervlakte gegevens
In 2002 bedroeg de totale oppervlakte van gemeente Trzciana 44,09 km², waarvan:
- agrarisch gebied: 64%
- bossen: 25%

De gemeente beslaat 6,98% van de totale oppervlakte van de powiat.

## Demografie
Stand op 30 juni 2004:
| Omschrijving                   | Totaal | Totaal | Vrouwen | Vrouwen | Mannen | Mannen |
| ------------------------------ | ------ | ------ | ------- | ------- | ------ | ------ |
| eenheid                        | aantal | %      | aantal  | %       | aantal | %      |
| inwoners                       | 5016   | 100    | 2563    | 51,1    | 2453   | 48,9   |
| bevolkingsdichtheid (inw./km²) | 113,8  | 113,8  | 58,1    | 58,1    | 55,6   | 55,6   |

In 2002 bedroeg het gemiddelde inkomen per inwoner 1583,28 zł.

## Aangrenzende gemeenten
Limanowa, Łapanów, Nowy Wiśnicz, Żegocina